# Barrister
Barrister er en titel, der betegner en advokat med ret til at anlægge sag ved domstolene i England og Wales.
En barrister er altid medlem af en Inn of Court. I retssager kan en barrister både repræsentere tiltalte og anklageren. En barrister kan altså arbejde for anklageren i én retssag og for forsvaret i en anden. Barristers, der arbejder for staten, kaldes crown barristers og får instruks fra anklagemyndigheden, mens forsvaret får instruks fra de anklagedes egentlige advokater: solicitors. I god tid inden retssagen skal barristeren rådføre sig med dem, barristeren skal repræsentere i retten (og på den baggrund fremlægge sagen).
I resten af Storbritannien (Skotland og Nordirland) skelnes ikke mellem solicitors og barristers. Det gør der heller ikke i andre lande, der anvender common law.